# Skjern Bank Arena
El Skjern Bank Arena es un estadio deportivo cubierto en Skjern, Dinamarca, que se utiliza principalmente para balonmano. Está ubicado en el centro local Centro Cultural Ringkøbing-Skjern.

## Capacidad
El estadio tiene capacidad para 2.400 espectadores y es sede del equipo Skjern HB de la Liga danesa de balonmano.
El Skjern Bank Arena suele albergar partidos de balonmano del equipo local Skjern HB y otros eventos relacionados con el deporte.